# Ailijärvenoja
De Ailijärvenoja is een beek in het Zweden, stroomt door de gemeente Pajala en ontstaat in een moeras ten noorden van het Ailijärvi. Dat is een meer. De Ailijärvenoja stroomt daarvoor er naar het zuiden heen. Het is niet bekend dat de rivier na het Ailijärvi nog Ailijärvenoja heet, maar het water komt in de Olosrivier uit. De Ailijärvenoja tot aan het meer is ongeveer vier kilometer, van het meer tot de Olos ongeveer 12 kilometer.
Ailijärvenoja → Olosrivier → Lainiorivier → Torne älv → Botnische Golf